# نیک باکای
نیک باکای (انگلیسی: Nick Bakay؛ زادهٔ ۸ اکتبر ۱۹۵۹) یک فیلم‌نامه‌نویس، هنرپیشه و تهیه‌کننده اهل ایالات متحده آمریکا است. وی از سال ۱۹۸۴ میلادی تاکنون مشغول فعالیت بوده‌است.
از فیلم‌ها یا برنامه‌های تلویزیونی که وی در آن نقش داشته است می‌توان به نگهبان باغ‌وحش، وظیفه هیئت منصفه و سابرینا به روم می‌رود اشاره کرد.